# Aleksander Osuch
Aleksander Stefan Osuch (ur. 11 grudnia 1914 w Sosnowcu, zm. we wrześniu 2008) – magister inżynier górnictwa (1945), dr nauk technicznych (1964), profesor (1970), specjalista w zakresie mechanizacji i automatyzacji górnictwa.

## Życiorys
Urodził się rodzinie Jana (zm. 1960), sztygara maszynowego w kopalni „Niwka”, i Marii z Olszewskich. Jego siostry: Wacława, była magistrem chemii, a Irena - magistrem ekonomii. Ukończył pięć klas w szkole powszechnej ogólnokształcącej, w 1927 wstąpił do 1 klasy I Państwowego Gimnazjum Męskiego im. Bolesława Prusa w Sosnowcu, które ukończył w 1934. Podjął studnia na Wydziale Górniczym Akademii Górniczej w Krakowie. Podczas studiów odbył praktyki zawodowe w kopalniach „Niwka”, „Mysłowice”, „Katowice”, „Rydułtowy”. W 1939 rozpoczął praktykę dyplomową na kopalni „Modrzejów”.
W czasie okupacji niemieckiej, od lutego 1940 do stycznia 1945, pracował w kopalni „Niwka”, jako ślusarz maszynowy, dozorca ruchu maszynowego na powierzchni, a następnie na dole jako dozorca maszynowy, oddziałowy sztygar maszynowy dołu.
Po wyzwoleniu w lutym 1945 został wybrany przez załogę kopalni „Klimontów” na kierownika technicznego (dyrektora) w trójosobowym zarządzie i następnie zatwierdzony przez pełnomocnika rządu na tym stanowisku. Jednocześnie, na Akademii Górniczo-Hutniczej w Krakowie zdał pozostałe egzaminy i obronił pracę dyplomową z systemów wybierania grubych pokładów węgla w kopalni „Klimontów” i otrzymał dyplom inżyniera górniczego, a następnie magistra nauk technicznych.
W lipcu-sierpniu 1945 po połączeniu kopalni „Klimontów” z kopalnią „Mortimer” w jeden zakład górniczy, objął funkcję kierownika ruchu zakładu i zawiadowcy kopalni, od 1948 do 1950 był dyrektorem kopalni „Klimontów-Mortimer”. Następnie w latach 1950–1958 był dyrektorem kopalni „Czeladź” (1950–1958), w latach 1958–1962 dyrektorem technicznym Zabrzańskiego Zjednoczenia Przemysłu Węglowego, w latach 1962–1975 dyrektorem naczelnym Zakładów Konstrukcyjno-Mechanizacyjnych Przemysłu Węglowego. Posiadał stopień generalnego dyrektora górniczego II stopnia.
Członek PZPR od 1969. Członek Komitetów Naukowych Polskiej Akademii Nauk. Był wieloletnim członkiem Związku Zawodowego Górników oraz NOT-SITG a dodatkowo pracował jako radny Miejskiej Rady Narodowej miasta Gliwice.
Wykładowca Wydziału Górnictwa Akademii Górniczo-Hutniczej w Krakowie.
Autor i współautor 18 wynalazków, 82 publikacji (w tym 8 w czasopismach zagranicznych) oraz 18 prac naukowo-badawczych.
Od 1940 był mężem Izabelli z Kowalskich, lekarza dentysty, z którą miał córkę Ewę.

## Ordery i odznaczenia
- Order Sztandaru Pracy II klasy[3]
- Krzyż Oficerski Orderu Odrodzenia Polski (27 listopada 1954)[2]
- Złoty Krzyż Zasługi (13 lipca 1955)[7]
- Srebrny Krzyż Zasługi (26 kwietnia 1946)[8]
- Medal 30-lecia Polski Ludowej
- Medal 10-lecia Polski Ludowej (30 listopada 1954)[9]
- Brązowy Medal „Za zasługi dla obronności kraju”
- Złota Odznaka honorowa „Zasłużony dla górnictwa PRL”[3]
- Medal za Długoletnie Pożycie Małżeńskie (20 września 1996)[10]

## Nagrody
- Nagroda Państwowa II stopnia za trwałe osiągnięcia w dziedzinie mechanizacji robot górniczych (1955)[11]

- Nagroda Państwowa I stopnia (zespołowa) za zautomatyzowanie ściany wydobywczej typu ASI w górnictwie węglowym (1968)